# Emmanuel Niyonkuru
Emmanuel Niyonkuru, né le 20 juillet 1962 à Rutegama et mort  le 1er janvier 2017 à Bujumbura,, est un homme politique burundais.

## Biographie
Selon sa biographie officielle, Emmanuel Niyonkuru a terminé ses études à l’université du Burundi (de 1987 à 1991) à la Faculté des Sciences économiques et administratives où il obtint une licence : option Économie politique. Selon sa biographie officielle, il parlait le kirundi, le français, l'anglais et un peu moins bien le swahili.
Il a ensuite été banquier (du 2 janvier 1992 au 24 août 2015), cadre de la Banque de la République du Burundi (BRB) dont il était Directeur Adjoint en 2015 après avoir occupé « entre autres le poste de : Responsable du service Supervision Bancaire et Stabilité Financière ; Responsable des Ressources Humaines, Responsable du contrôle permanent et du contrôle sur place des banques , des établissements financiers et des institutions de micro finances du Service Supervision Bancaire et Micro finance ; Administrateur provisoire de la Coopérative SD-CRECO en Dessaisissement pour le compte de la BRB, Inspecteur chef de mission chargé de la supervision des Banques et Etablissements financiers du Burundi, cadre du service Etudes et Statistiques et enfin Cadre du service Opérations Bancaires avec l’étranger (…) ».
Il a été membre actif de l’équipe ayant négocié le « Protocole portant création de l’Union Monétaire de la Communauté Est Africaine (EAMU) » et était encore avant sa mort membre du Comité de Politique Monétaire de la Banque de la République du Burundi et membre du Comité National chargé de l’élaboration et de la mise en œuvre du Plan de Développement du Marché Financier au Burundi.
Il a été nommé président (en exercice au moment de sa mort) de la conférence des Ministres du NELCOM (pays des lacs équatoriaux du bassin du Nil). Il  présidait également la conférence des Ministres de la COMIFAC (Commission des Forêts de l’Afrique Centrale, pays de la CEEAC).
Il a été sénateur de la circonscription électorale de Muramvya (mandat 2015-2020).
Il a été ministre de l'eau, de l'environnement de l'Aménagement du territoire et de l’urbanisme, du 24 août 2015 jusqu'à son décès.

### Décès
Emmanuel Niyonkuru a été assassiné par un tireur inconnu alors qu'il rentrait chez lui à Rohero, vers 0 h 45 selon la police locale.
Son assassinat est survenu dans un contexte de crise du pays, quelques mois après un rapport d'une mission d'experts indépendants des Nations unies au Burundi ayant dénoncé de graves exactions dans le pays, qui a conduit à une résolution des Nations unies préconisant la mise en place d'une commission d'enquête, malgré les protestations du gouvernement en place, 
Selon Slate Afrique : « Ce meurtre est le premier visant un ministre en place depuis que le Burundi a plongé dans une grave crise politique avec la tentative du président Pierre Nkurunziza de briguer un troisième mandat en 2015, et ce après des mois de calme relatif. Au moins 500 personnes ont été tuées et 300.000 ont choisi l'exil depuis le début de la crise politique au Burundi en avril 2015 », mais un mois plus tôt, Willy Nyamitwe (responsable de la Communication du président, considéré comme une personnalité influente du régime) avait échappé de peu à une attaque armée, dont le pouvoir et l'opposition se sont mutuellement accusés.